# Belling

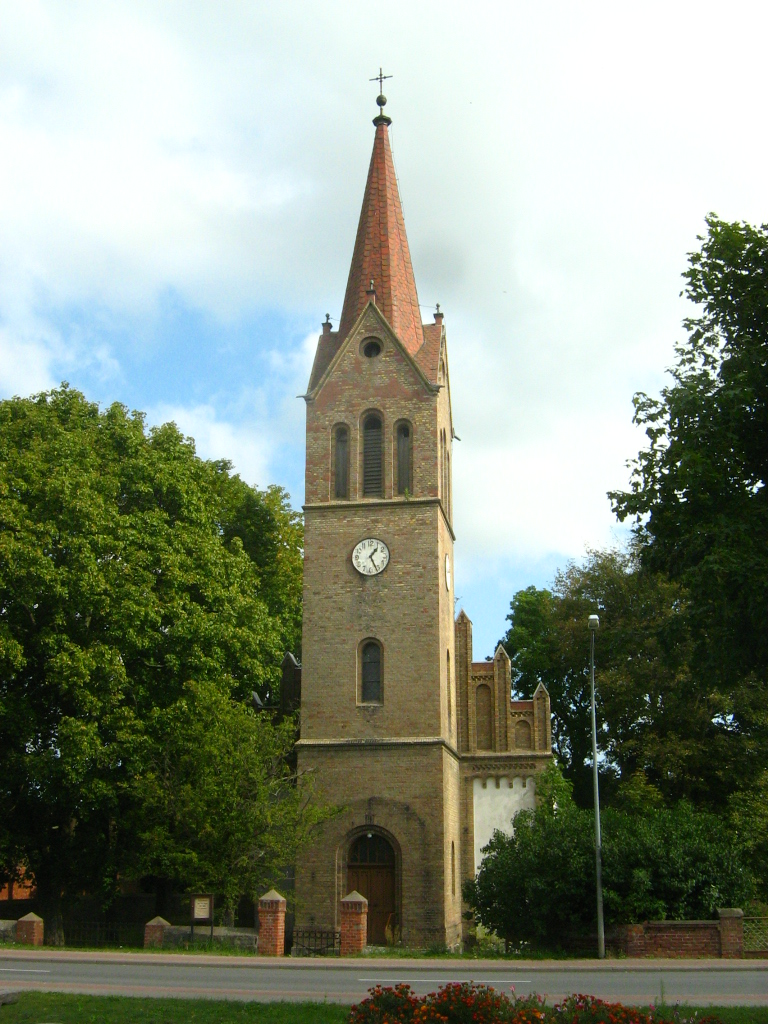
Kirche

Belling ist ein Ortsteil der Gemeinde Jatznick im Amt Uecker-Randow-Tal im Landkreis Vorpommern-Greifswald in Mecklenburg-Vorpommern.

## Geschichte
1236 wurde ein Ritter Henricus de Bellinge genannt, der möglicherweise dem Ort den Namen gab. 1350 wurde Belynghe im Landbuch Karls IV. erwähnt.
Seit 1816 gehörte es zum Kreis Ueckermünde in der Provinz Pommern im Königreich Preußen.
1919 wurde der Ort elektrifiziert.
2001 ging die selbstständige Gemeinde Belling in die Gemeinde Jatznick.

## Sehenswürdigkeiten

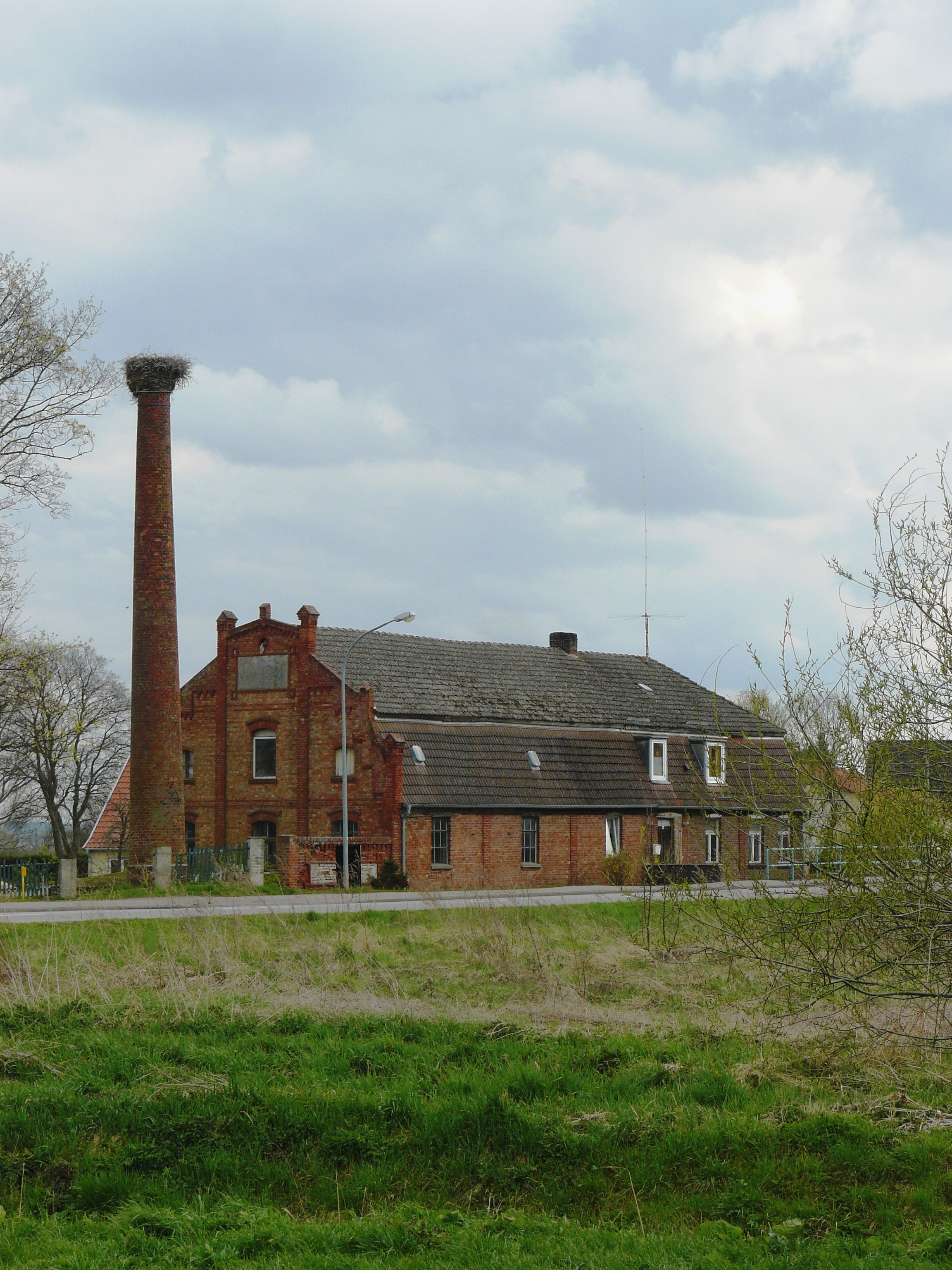
Alte Wassermühle

- Kirche, erste Hälfte 18. Jahrhundert, 1858 neogotischer Turm[1]
- Alte Wassermühle